# Доисторический Карпато-Балканский регион
Доисторический период Карпато-Балканского региона (Юго-Восточной Европы), в широком смысле — территории Балканского полуострова, включая такие современные страны, как Греция, Болгария, Албания, Хорватия, Сербия, Босния и Герцеговина, Северная Македония, европейская часть Турции, Венгрия, Словакия, Румыния, Молдавия и некоторые регионы Украины, включая Закарпатскую область), охватывает период начиная с верхнего палеолита, когда здесь появляются первые кроманьонцы около 44000 лет назад, и вплоть до появления первых античных памятников письменности около 8 в. до н. э.
В свою очередь, доисторический период данного региона условно делится на меньшие периоды: верхний палеолит, мезолит/эпипалеолит, неолит, халколит (экспансия индоевропейских народов) и протоисторию. Границы между ними довольно условны. В частности, в зависимости от интерпретации, протоистория может включать или не включать бронзовый век на территории Греции (эгейская культура, 2800—1200 гг. до н. э.), а также культуры варварских народов на территории Греции и Балкан (фракийцев, иллирийцев, пеласгов и др. Согласно некоторым историкам, Юго-Восточная Европа вошла в период протоистории лишь во времена, описанные Гомером. В любом случае, период протоистории заканчивается не позже «Истории» Геродота 5 в. до н. э.

## Палеолит
Палеолит, буквально «древний каменный век» — древнейший период в истории человека, для которого характерно использование неотшлифованных каменных орудий в виде сколов камня. Переход от среднего к верхнему палеолиту непосредственно связан с заселением Европы людьми современного типа — кроманьонцами — около 40000 лет назад.
В позднем плейстоцене различные характеристики переходной материальной культуры и природной среды (климат, флора и фауна) говорят о длительных изменениях, отличавшихся по своему характеру от прочих регионов Европы. Таким образом, по отношению к Балканам может термин «верхнепалеолитическая революция» оказывается неприемлемым.
В течение последнего межледникового потепления и последнего оледенения плейстоцена (131000 — 12000 лет назад) Балканы сильно отличались от прочей части Европы. Оледенения не затронули юго-восточную Европу столь серьёзно, как в северных и центральных регионах. Следы, указывающие на наличие лесов и степей, говорят о том, что влияние оледенения было невелико, и ряд видов флоры и фауны выжили лишь на Балканах. Даже в настоящее время на Балканах велико количество эндемичных видов животных и растений.
Для описания верхнего палеолита Балкано-Карпатского региона с 50 тыс. лет назад лучше всего подходит термин «постепенная эволюция» или «постепенный переход». В этом смысле материальная культура и природная среда Балкан позднего плейстоцена и раннего голоцена отличались от прочих регионов Европы. Говоря об этом, Дуглас Бэйли писал: «Менее драматичные изменения в климате, флоре и фауне привели к менее драматичному адаптивному или реактивному развитию материальной культуры».
Таким образом, по отношению к Юго-Восточной Европе многие классические концепции и систематизации человеческого развития в эпоху палеолита (а также применение термина мезолит) не во всех случаях будут корректны. В этом отношении неудивительным является отсутствие примеров пещерного искусства на Балканах в эпоху верхнего палеолита.

### Ранний палеолит
Орудия из нижнего слоя Шандалья I стоянки Шандалья в Хорватии датируются возрастом ок. 800 тыс. лет.
Присутствие человека на Балканах засвидетельствовано начиная с раннего палеолита. Найденный в пещере Мала Баланица в Сичевском ущелье (Sicevo Gorge) в Сербии фрагмент челюсти древнего человека, предположительно вида Homo erectus, датируется возрастом 525—397 тысяч лет.

### Средний палеолит
Количество памятников среднего палеолита на Балканах невелико.
Неандертальцы обитали в пещере Виндия в окрестностях Крапины (Хорватия) ок. 45—38 тыс. лет назад.
«Неандертальская флейта из Дивье Бабе» в Словении датируется возрастом 43 тыс. лет, но, по мнению скептиков, это просто кость со следами клыков хищников.

### Верхний палеолит
По мнению Дугласа Бэйли:
важно понимать, что верхний палеолит на Балканах был длительным периодом, в ходе которого произошли лишь немногие заметные внутренние изменения. Таким образом, переходный период на Балканах был не столь драматичен, как в других регионах Европы. Важные находки, связанные с наиболее ранним появлением Homo sapiens sapiens, сделанные в пещере Бачо Киро (находки датируются около 44000 г. до н.э.) и в пещере Темната Дупка... показывают, что переход был постепенным.
В 2002 году в Пештера-ку-Оасе (букв. «пещере с костями») близ посёлка Анина в Румынии были обнаружены древнейшие останки Homo sapiens sapiens в Европе — нижняя челюсть возрастом около 42 тыс. лет, получившая условное обозначение «Ион из Анины». Ввиду массивности челюсти некоторые исследователи пытались объяснить это древней гибридизацией неандертальцев и кроманьонцев. Недавно проведенный анализ, однако, полностью опроверг гипотезу о принадлежности челюсти «гибриду». Вторая экспедиция, которую возглавляли Эрик Тринкаус и Рикардо Родриго, обнаружила новые фрагменты (например, череп, датируемый около 36000 лет назад, прозванный «Василе»).
Череп древнего человека был обнаружен в 1941 году в пещере Чокловина (муниципалитет Босород, округ Хунедоара, Трансильвания). Статью с анализом черепа опубликовали антрополог Франциск Райнер и геолог Иоан Симионеску. В 1952 году в румынской «Пещере Женщины» или Муйерилор в Байя-де-Фьер (Baia de Fier) в округе Горж (провинция Олтения), румынский археолог Константин Николаеску-Плопшор обнаружил череп, лопатку и берцовую кость древнего человека. Человеческие останки из Пештера-Муйерилор были датированы возрастом в 30150 ± 800 лет назад, а череп из пещеры Чокловина — возрастом 29000 ± 700 лет назад.
Возрастом 38—45 тыс. лет датируется тисовый наконечник деревянного копья, схожий с каменными наконечниками позднепалеолитической селетской культуры, найденный близ словенской деревни Синья Горица.
Возрастом 25—35 тысяч лет датируется наскальная живопись в румынской пещере Колибоая.

## Эпипалеолит и мезолит
Мезолит в юго-восточной Европе начинается с концом плейстоцена (10 тыс. до н. э.) и заканчивается с наступлением неолитической революции (переходом к земледелию), датировка которой различается в зависимости от региона. Как полагает Дуглас Бэйли:
Равным образом важно признать, что верхний палеолит Балкан был долгим периодом, в течение которого произошли лишь немногие значительные внутренние изменения. То, что мезолит, возможно, не существовал на Балканах, может быть объяснено теми же причинами, что и отсутствие (на Балканах) пещерного искусства и прикладного искусства: изменения в климате, флоре и фауне были постепенными, а не резкими. (…) Более того, одной из причин того, что мы не выделяем на Балканах специфическую мезолитическую индустрию, было то, что каменные орудия раннего голоцена на Балканах были продолжением поздней палеолитической традиции.
Мезолит — переходный период между верхним палеолитом, когда основными занятиями были охота и собирательство, и возникновением в постледниковом неолите оседлого земледелия, скотоводства и керамики. Для регионов, на которые почти не повлияло последнее оледенение (например, Балканы), вместо термина «мезолит» обычно применяется термин «эпипалеолит», поскольку ввиду отсутствия климатических потрясений здесь произошёл более плавный переход от палеолита непосредственно к неолиту (см. вышеприведенную цитату Дугласа Бэйли).
К эпохе эпипалеолита относятся находки орудий в Сербии, на юго-востоке Румынии и в Черногории. В Островул-Банулуй (Ostrovul Banului), в пещерах Куина-Туркулуй (Cuina Turcului) и Клименте (Climente) люди изготавливали технологически развитые каменные и костяные орудия.
Единственный по состоянию на начало XXI в. мезолитический памятник в Болгарии найден у с. Побити Камини. Имеется зазор длиной в 4 тыс. лет между последними материалами верхнего палеолита (13600 лет назад, Темната Дупка) и наиболее ранними неолитическими в Гулубнике (начало 7 тыс. до н. э.).
Свидетельства человеческой активности в указанный период обнаружены в Одмуте в Черногории, в пещере Франхти, в Феопетре и Сескло (Греция), где также представлены слои верхнего палеолита и неолита. Менее изучены мезолитические памятники на юге и в прибрежных зонах Греции.
Человеческая активность стала концентрироваться вокруг отдельных мест, где люди проявляли личную и групповую идентичность путём ношения украшений, раскрашивая свои тела охрой и гематитом. По поводу идентичности Д. Бэйли пишет: «Кремнёвые орудия, а также время и усилия, необходимые для производства таких орудий, свидетельствуют о выражении идентичности и более гибком сочетании материалов, которые стали использоваться начиная с конца верхнего палеолита и мезолита».

## Неолит

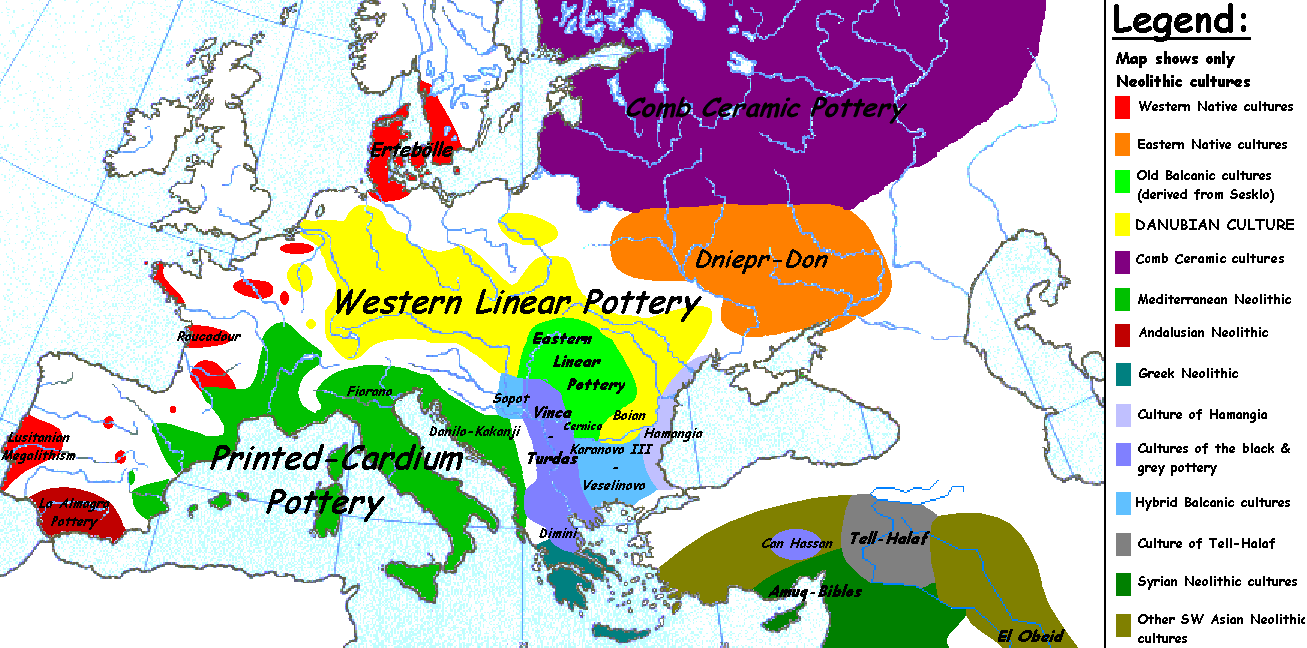
Европа около 4500-4000 гг. до н. э.

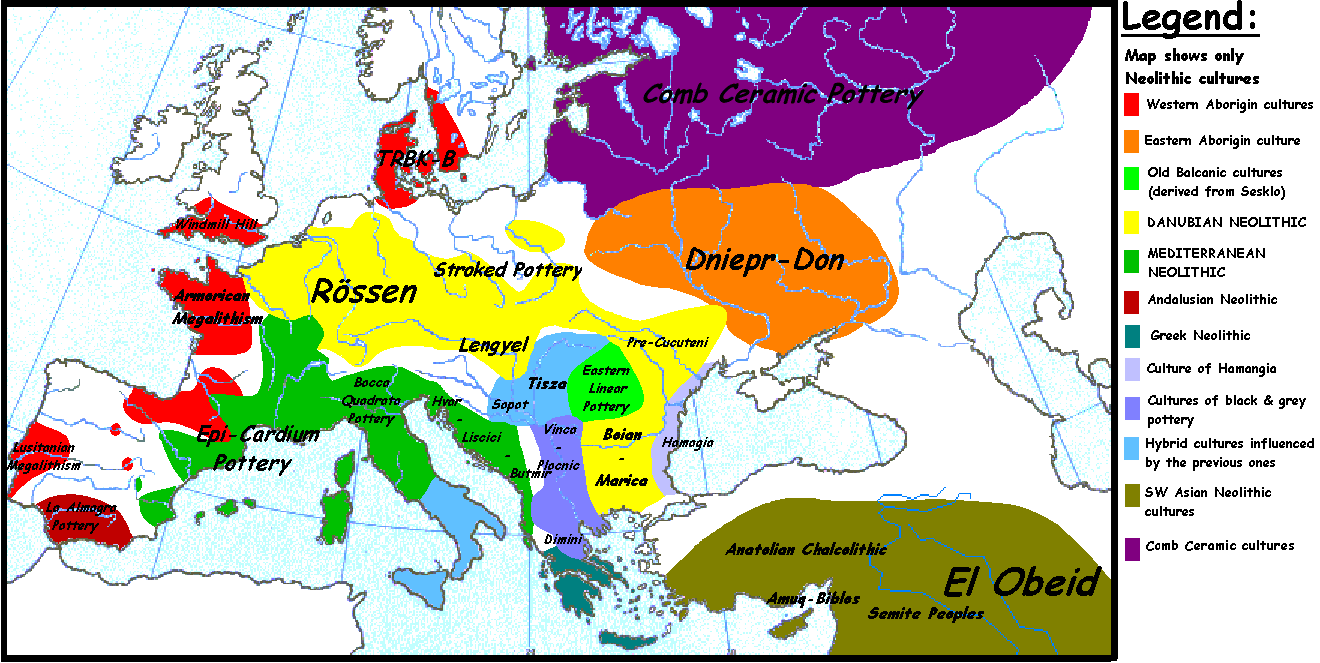
Европа около 4000-3500 гг. до н. э.

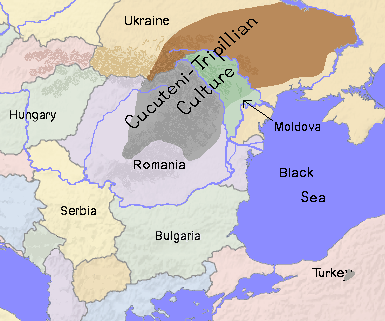
Распространение трипольско-кукутенской культуры

В эпоху неолита на Балканах была исключительно высока концентрация важнейших неолитических культур, включая такие, как:
- Старчево-кришская культура
- Дудештская культура
- Трипольско-кукутенская культура
- Хаманджийская культура
- Культура Винча-Турдаш
- Варненская культура

Все перечисленные выше культуры относятся к кругу культур «расписной керамики», мигрировавших несколькими последовательными волнами с территории Анатолии, начиная с 6 тыс. до н. э. Помимо керамики с узорами в виде завитков и меандров, для них были характерны антропоморфные фигурки, иногда с высокой степенью реалистичности («мыслитель из Чернаводы»), культ быка (см. святилище в Парце), изображение богини с распростёртыми руками. Носители культур «расписной керамики» говорили, по-видимому, на доиндоевропейских языках.
На крайнем западе Карпато-Балканского региона была представлена культура линейно-ленточной керамики, отличная от вышеперечисленных отсутствием «бычьего культа», а также тем, что её керамика была тиснёной, а не расписной. Культура линейно-ленточной керамики распространилась в Центральной и частично Западной Европе, однако оказала некоторое влияние и на соседние культуры «расписной керамики» (в частности, на трипольскую).

## Энеолит
С начала IV тыс. до начала III тыс. до н. э. в регионе существовала Балкано-Карпатская металлургическая провинция — археологическая общность эпохи энеолита. В эту общность входили Гумельницкая культура, Трипольская культура, Среднестоговская культура и Новоданиловская культура.
В эпоху энеолита происходит «курганизация» восточных Балкан и постепенное поглощение культур расписной керамики курганными культурами, что связывается с распространением носителей индоевропейских языков.
После распада Балкано-Карпатской металлургической провинции, на ее основе формируется новая Циркумпонтийская металлургическая провинция, доминировавшая на протяжении раннего и среднего бронзового века на территории Европы и части Азии.

## Бронзовый век
Бронзовый век в Карпато-Балканском регионе начался около 2000 г. до н. э. Он подразделяется на следующие хронологические периоды (Boardman p. 166):
- ранний бронзовый век: 2000—1600 гг. до н. э.
- средний бронзовый век: 1600—1400 гг. до н. э.
- поздний бронзовый век: 1400—1200 гг. до н. э.

Конец бронзового века на Балканах и в целом в Восточном Средиземноморье известен как «катастрофа бронзового века» и характеризуется резким и почти одновременным крушением прежних традиций и опустошением почти всех крупных городов на рубеже 13-12 веков до н. э.
«Восточный балканский комплекс» (Караново VII, езерская культура) охватывает всю территорию Фракии. Культуры бронзового века центральных и западных Балкан имеют не такие чёткие границы и простираются до Венгрии и Карпат.
Из смешения коренного неолитико-халколитического населения Балкан и пришлых индоевропейских народов возник ряд новых балканских народов — фракийцы, иллирийцы и ряд других.

## Железный век

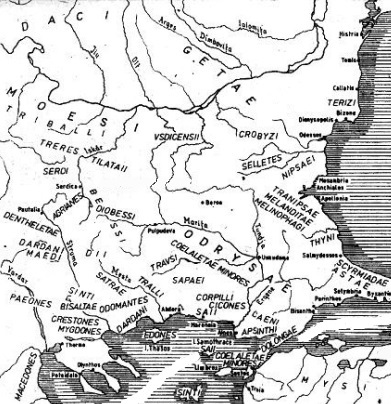
Фракийские племена до римского завоевания.

После периода дорийского завоевания, известного как Греческие тёмные века или Субмикенский период, когда на Балканах было утрачено наследие микенской культуры бронзового века, начиная с 9-8 вв. (Geometric Period) на юге Балканского полуострова, на островах Эгейского моря и на западе Малой Азии возникает классическая греческая культура, достигающая пика в 5 в. до н. э.
Греки первыми основали на Балканах сеть торговых дорог. Развивая торговые контакты с местным населением, в период 700—300 гг. до н. э. греки основали ряд колоний на Черноморском побережье, в Малой Азии, Далмации, на юге Италии (Великая Греция) и др.
Параллельно с греками на Балканах и в Карпатах существовали культуры и других народов — таких, как фракийцы на востоке балкан, иллирийцы на западе Балкан, и ряд других.
В Дакии существовали местные племенные объединения — упоминается, что в начале 2 в. до н. э. их возглавлял царь Орол. Иллирийские племена обитали на территории современных Албании и государств бывшей Югославии. Первоначально название «иллирийцы» относилось к народу, обитавшему на территории с центром у Скадарского озера, на рубеже между современными Албанией и Черногорией. Позднее термин «Иллирия» использовался древними греками и римлянами как общее название для различных народов в пределах чётко очерченной, но гораздо большей территории.
К VI в. до н. э. появляются первые древнегреческие письменные источники, в которых рассматривается территория к северу от Дуная. К этому времени геты, а позднее и даки, уже отделились от родственных им по языку фракийцев.
С конца IV в. до н. э. эллинистическая культура начинает распространяться по всей территории Македонской империи, созданной в результате походов Александра Македонского и продолжает распространяться после её скорого распада. К концу 4 в. до н. э. греческий язык и греческая культура доминировали не только на Балканах, но и во всём Восточном Средиземноморье.

## Исследователи
- Берчу, Думитру
- Васич, Милое
- Николова, Лолита
- Тодорова, Хенриета
- Черных, Евгений Николаевич